# Libro della Sapienza
Il Libro della Sapienza o Sapienza di Salomone o semplicemente Sapienza (greco Σοφία Σαλωμῶνος, Sofía Salōmõnos, "sapienza di Salomone"; latino Sapientia) è un testo contenuto nella Bibbia cattolica (Settanta e Vulgata) ma non accolto nella Bibbia ebraica (Tanakh). Come gli altri libri deuterocanonici è considerato ispirato nella tradizione cattolica e ortodossa, mentre la tradizione protestante lo considera apocrifo.
È scritto in greco, ma è probabile che il testo originale sia stato scritto in ebraico. La redazione finale, secondo la maggior parte degli studiosi e la ricerca più recente, è avvenuta nel primo secolo a.C. La precedente tradizione giudeo-cristiana pseudoepigraficamente lo aveva attribuito al saggio re Salomone. Nel 405, san Girolamo lo attribuì a Filone di Alessandria e così anche san Bonaventura. In realtà la maggior parte degli studiosi biblici nega che Filone sia l'autore del testo, che rimane ignoto. Molti studiosi pensano che il libro abbia non un solo autore, ma che sia opera di più autori, vista la diversità tra almeno due sezioni dell'opera (divisibili in c1,1-11,1 e c11,2-19,22 oppure in c1-5 e 6-19).
La Sapienza, in ordine cronologico, è l'ultimo libro dell'Antico Testamento.
È composto di 19 capitoli con vari detti di genere sapienziale, con in particolare l'esaltazione della Sapienza divina personificata.
Gli sforzi per collegare parti del testo (cap. XIV) con una crisi specifica nella storia della comunità ebraica di Alessandria, come la minaccia rappresentata dal culto dell'imperatore romano Caligola non hanno avuto molto sostegno nella comunità accademica e la maggioranza degli studiosi rifiuta questa ipotesi.

## Contenuto
Il libro contiene due parti generali: i primi nove capitoli che trattano della Sapienza sotto il suo aspetto più speculativo, e gli ultimi dieci capitoli che trattano la Sapienza da un punto di vista storico. 
L'autore del libro, rivolgendosi ai re, insegna che l'empietà è estranea alla Sapienza e porta a punizione e morte (c. 1), poi espone e confuta vari argomenti (che alcuni speculano di origine epicurea) esposti dai malvagi. Secondo l'autore lo stato d'animo degli empi è contrario al destino immortale dell'uomo; la loro vita presente è solo in apparenza più felice di quella dei giusti; e il loro destino finale è una prova indiscutibile della follia della loro condotta (c. 2-5). In concordanza con il Libro di Giobbe, l'autore nega l'idea che la morte prematura e la sofferenza terrena siano causate da una colpa personale o una maledizione divina, ma afferma piuttosto che il vero destino del giusto è noto solo a Dio. Quindi l'autore tratta la Sapienza nella storia. Egli loda la sapienza di Dio per i suoi rapporti con i patriarchi da Adamo a Mosè (c. 10-11); il comportamento giusto e misericordioso di Dio verso le civiltà idolatriche d'Egitto e Canaan (c. 11-12); la stupidità assoluta e conseguente immoralità dell'idolatria sotto le sue varie forme (c. 13-14); infine loda Dio per la protezione di Israele durante le piaghe d'Egitto, e la traversata del Mar Rosso, una protezione che, secondo l'autore, è stata estesa a tutti i tempi e luoghi (c. 15-19).
Diversi teologi cristiani hanno visto il secondo capitolo del libro della Sapienza come una profezia della passione di Cristo. Prima c'è una descrizione degli uomini empi (c.1,16 - 2:,9), seguita dalla descrizione del loro complotto contro l'uomo giusto (2,10-20). Alcuni studiosi sono dell'opinione che il testo della Sapienza fosse ben conosciuto da S. Paolo (cfr. Ebrei 2,3, 4,12 e Sapienza 7,22-26) e che ci siano chiare allusioni al libro della Sapienza nel testo della passione del Vangelo di Matteo. Un altro presunto parallelismo tra Sapienza e Matteo è il tema di coloro che mettono alla prova il giusto, beffandosi di un servo di Dio.

## Autore
Gli studiosi ritengono che la lingua usata e le idee espresse conducono ad un'origine greca del libro e che l'autore sia un ebreo di Alessandria; qui troviamo il greco più classico della Bibbia nella versione dei Settanta. Non sono pervenute copie del libro della Sapienza in lingua ebraica anche se alcuni speculano che il testo originale sia stato scritto in ebraico. Diversi studiosi pensano che il testo abbia più autori, uno per la prima parte dell'opera (scritta nel primo o secondo secolo a.C.) e almeno un altro, per la parte 'storica' del libro (che è stata scritta più tardi, probabilmente nella metà del primo secolo a.C.).
Il libro si presenta come opera di Salomone, indicato senza farne il nome (9,7-8); l'autore si presenta come un re (7,5; 8,9-15) e si rivolge ai re come a colleghi (1,1; 6,1-11,21). Di fatto, però, si tratta di un espediente letterario per mettere questo scritto sotto il nome del più grande saggio d'Israele, come già accadde per l'Ecclesiaste o il Cantico dei cantici.

L'autore del testo, è ritenuto dai biblisti un esperto in filosofia, religione ed etica. L'autore della Sapienza è diverso dall'autore del libro Qoelet, anche se i due libri vogliono condurre al medesimo autore (re Salomone). Sap. 2,1 sembra rispondere in modo diretto alla problematica sollevata da Qoelet: 
La paternità dell'opera è stata a volte attribuita a Filone di Alessandria (tesi inizialmente esposta da S. Girolamo), ma questa possibilità è attualmente unanimemente rifiutata. Altri autori che sono stati suggeriti sono Zorobabele, poiché a volte i capi delle comunità ebraiche fuori dalla Palestina hanno scritto anche in greco; Aristobulo l'Alessandrino (secondo secolo a.C.), l'Apollo menzionato negli Atti degli Apostoli (cfr. At 18,24) e altri autori alessandrini. Tutte queste supposizioni avvalorano l'ipotesi che l'autore è ignoto.